# Direcció general de Personal
La Direcció general de Personal (DIGENPER) és un òrgan directiu del Ministeri de Defensa que depèn orgànicament de la Subsecretaria de Defensa, a qui li correspon la planificació i desenvolupament de la política de personal, així com la supervisió i direcció de la seva execució. A aquests efectes, depenen funcionalment d'aquesta direcció general els òrgans competents en les citades matèries de les Forces Armades i dels organismes autònoms del Departament.

## Funcions
A diferència d'altres Ministeris, Defensa encara no ha renovat la seva estructura pel que es regeix pel Reial decret 454/2012, el qual li atorga les següents funcions:
- Planificar els efectius i el Reclutament del personal militar i reservistes voluntaris, així com elaborar les propostes de provisions de places i controlar l'actualització de les relacions de llocs militars.
- Elaborar les normes i els criteris generals aplicables a la gestió del personal militar, així com exercir la funció inspectora.[4]
- Gestionar el personal militar dels cossos comuns, el personal del Servei d'Assistència Religiosa de les Forces Armades i les competències atribuïdes al Ministre i al Subsecretari respecte al conjunt del personal militar.
- Gestionar el personal civil, així com la seva acció social i formació.
- Elaborar les disposicions en matèria retributiva i gestionar les competències atribuïdes al Ministre i al Subsecretari.[5]
- Proposar els efectius i costos de personal per a l'elaboració del pressupost, així com controlar la despesa.
- Controlar, en l'aspecte funcional, el Sistema d'Informació de Personal del Ministeri de Defensa.
- Reconèixer els drets passius i concedir les prestacions de classes passives del personal militar.
- Planificar els efectius del personal civil i les relacions de llocs de treball.
- Coordinar la política social pel personal militar, la difusió de la informació en aquesta matèria i la prestació de suport continuat als ferits i als familiars dels morts i ferits en acte de servei.
- Coordinar la política d'igualtat.

A més, les Resolució 400/38069/2015 de la Subsecretaria li atorga la competència de:
- Resoldre la passada del militar de carrera a la situació de «serveis en l'Administració civil».

## Directors generals
- Adoración Mateos Tejada (2010-)[7]
- Vicente Salvador Centelles (2004-2010)
- Luis Roca Ramírez (2003-2004)
- Joaquín Pita da Veiga Jáudenes (1999-2003)
- José Antonio Cervera Madrigal (1997-1999)
- Juan Antonio Lombo López (1996-1997)
- José de Llobet Collado (1991-1996)
- José Enrique Serrano Martínez (1987-1991)
- Federico Michavila Pallarés (1984-1987)

## Dependències
De la Direcció general de Personal depenen els següents òrgans directius:
- Subdirecció General de Personal Militar.
- Subdirecció General de Personal Civil.[2]
- Subdirecció General de Costos de Recursos Humans.
- Divisió del Servei de Suport al Personal.
- Observatori militar per a la igualtat entre dones i homes en les Forces Armades.
- Arquebisba Castrense.
- Unitat Administrativa de les Reials i Militars Ordes de Sant Ferran i Sant Hermenegild.